# Малий Бребровник
Малий Бребровник (словен. Mali Brebrovnik) — поселення в общині Ормож, Подравський регіон‎, Словенія.